# Kingston (Michigan)
Kingston – wieś w Stanach Zjednoczonych, w stanie Michigan, w hrabstwie Tuscola.